# Pelagosaurus
Pelagosaurus ("lagarto do mar aberto") é um gênero extinto de crocodiliforme thalattosuchian que viveu durante o Jurássico Inferior, por volta de 183 a 176 milhões de anos atrás, em mares rasos que cobriam grande parte do que hoje é a Europa Ocidental.